# Krasnopavlivka
Krasnopavlivka (ukrajinsky Краснопавлівка, rusky Краснопавловка – Krasnopavlovka) je sídlo městského typu v Charkovské oblasti na Ukrajině. K roku 2024 v ní žilo přes sedm tisíc obyvatel.

## Poloha a doprava
Krasnopavlivka leží zhruba kilometr východně od levého břehu Orilky, levého přítoku Orilu v povodí Dněpru. Je vzdálena přibližně třicet kilometrů severně od Lozovy, správního střediska rajónu, a přibližně 120 kilometrů jižně od Charkova, správního střediska oblasti.
Krasnopavlivka má železniční stanici na železniční trati Sevastopol – Charkov.

## Dějiny
Krasnopavlivka byla založena v roce 1868 při výstavbě železnice. Od roku 1972 má status sídla městského typu.

### Rodáci
- Viktor Antonovič Sadovničij (* 1939), ruský matematik, rektor Lomonosovovy univerzity